# Sixième district congressionnel de Géorgie
Le 6e district du Congrès de Géorgie est un district de l'État américain de Géorgie. À partir de 2023, il est représenté par le Républicain Rich McCormick. Les limites du 6e district de Géorgie ont été redessinées à la suite du recensement de 2020 pour être nettement plus républicaines qu'au cours de la décennie précédente. La première élection utilisant les nouvelles limites des districts (énumérées ci-dessous) a été les élections de 2022. En raison de l'orientation politique changeante du district, Lucy McBath a annoncé qu'elle se présenterait  à la primaire démocrate, dans le 7e district voisin, contre Carolyn Bourdeaux qu’elle a ensuite battue. Le républicain Rich McCormick a battu à une écrasante majorité le démocrate Bob Christian pour le siège aux élections de 2022 et est devenu le nouveau représentant du 6e district de Géorgie le 3 janvier 2023.
Le 6e district existe depuis le 29e Congrès (1845-1847), le premier congrès au cours duquel les Représentants américains ont été élus dans les districts plutôt que at-large. La Géorgie a gagné un sixième Représentant pour la première fois au 13e Congrès (1813-1815).
Situé dans le centre-nord de la Géorgie, le district comprend de nombreuses banlieues nord d'Atlanta et comprend tout Forsyth, le Comté de Dawson, des parties de l'est du Comté de Cobb, le nord du Comté de Fulton, un extrait de l'ouest du Comté de Gwinnett et l'est du Comté de Cherokee. De 1965 à 1993, le 6e district couvrait une partie du territoire périurbain et rural au sud et à l'ouest d'Atlanta. En 1992, elle a déménagé vers son emplacement actuel dans la banlieue nord d'Atlanta.
Le district est connu pour produire des personnalités éminentes de la politique américaine, notamment l'ancien Speaker de la Chambre et candidat à la présidentielle de 2012 Newt Gingrich, l'ancien Secrétaire à la Santé et aux Services sociaux Tom Price et l'ancien Sénateur américain Johnny Isakson. Il a été également réputé pour être un bastion républicain de banlieue pendant une grande partie de son histoire récente. Il fut, en particulier, aux mains des républicains de 1992 à 2018, mais en raison de la récente croissance démographique de la Région Métropolitaine d'Atlanta, qui y a amené des électeurs de tendance démocrate, cela a basculé lorsque la titulaire Karen Handel, qui avait remporté une élection partielle en 2017, a perdu contre la démocrate Lucy McBath.

## Comtés
- Cobb (en partie, voir le 11e district et le 13e district)
- Fulton (en partie, voir le 5e district, le 11e district et le 13e district)
- Forsyth
- Dawson
- Gwinnett (en partie, voir le 7e district et le 9e district)

| #   | Comté    | Siège         | Population |
| --- | -------- | ------------- | ---------- |
| 57  | Cherokee | Canton        | 286 602    |
| 67  | Cobb     | Marietta      | 776 743    |
| 85  | Dawson   | Dawsonville   | 31 732     |
| 117 | Forsyth  | Cumming       | 272 887    |
| 121 | Fulton   | Atlanta       | 1 079 815  |
| 135 | Gwinnett | Lawrenceville | 983 526    |

### Villes de 10 000 habitants ou plus
- Sandy Springs - 108 080
- Roswell - 92 833
- Alpharetta - 65 818
- Marietta - 60 972
- Milton - 41 296
- Sugar Hill - 25 076
- Buford - 17 144
- Holly Springs - 16 213

### 2 500 à 10 000 habitants
- Cumming - 7 318
- Dawsonville - 3 720
- Ball Ground - 2 560

## Liste des Représentants du district
| Membre                          | Parti           | Années                            | Congrès                                                                                               | Histoire électorale | Zone géographique                                                          |
| ------------------------------- | --------------- | --------------------------------- | --- | --- | -------------------------------------------------------------------------- |
| District établit le 4 mars 1827 |                 |                                   | | |                                                                            |
| Tomlinson Fort (en)             | Jacksonien (en) | 4 mars 1827 - 3 mars 1829         | 20e                                                                                                   | Élu en 1826. | 1827–1829                                                                  |
| Non utilisé                     | Non utilisé     | 4 mars 1829 - 3 mars 1845         | | |                                                                            |
| Howell Cobb                     | Démocrate       | 4 mars 1845 - 3 mars 1851         | 29e - 31e                                                                                             | Réélu en 1844. Réélu en 1846. Réélu en 1848. Élu Gouverneur de Géorgie en 1851. | 1845–1853                                                                  |
| Junius Hillyer (en)             | Unioniste       | 4 mars 1851 - 3 mars 1855         | 32e , 33e                                                                                             | Élu en 1851. Réélu en 1853. | 1845–1853                                                                  |
| Junius Hillyer (en)             | Démocrate       | 4 mars 1851 - 3 mars 1855         | 32e , 33e                                                                                             | Élu en 1851. Réélu en 1853. | 1853–1861                                                                  |
| Howell Cobb                     | Démocrate       | 4 mars 1855 - 3 mars 1857         | 34e                                                                                                   | Élu en 1855. | 1853–1861                                                                  |
| James Jackson (en)              | Démocrate       | 4 mars 1857 - 23 janvier 1861     | 35e - 36e                                                                                             | Élu en 1857. Réélu en 1859. Démissionne en 1861, suivant la Sécession de la Géorgie. | 1853–1861                                                                  |
| Vacant                          | Vacant          | 23 janvier 1861 - 25 juillet 1868 | | La Géorgie tenta de faire Sécession de l'Union et le siège ne fut pas réclamé durant la Guerre de Sécession et la Reconstruction. | 1861–1868                                                                  |
| Vacant                          | Vacant          | 25 juillet 1868 - 3 mars 1869     | La Géorgie rejoignit l'Union, mais le district ne parvint pas à élire un membre pour finir le mandat. | 1868–1873 |                                                                            |
| Vacant                          | Vacant          | 4 mars 1869 - 22 décembre 1870    | Le district ne parvint pas à élire un membre.                                                         | 1868–1873 |                                                                            |
| William P. Price (en)           | Démocrate       | 22 décembre 1870 - 3 mars 1873    | 41e , 42e                                                                                             | 1868–1873 | Élu pour terminer le mandat vacant. Réélu en 1870. Retrait.                |
| James H. Blount (en)            | Démocrate       | 4 mars 1873 - 3 mars 1893         | 43e - 52e                                                                                             | Élu en 1872. Réélu en 1874. Réélu en 1876. Réélu en 1878. Réélu en 1880. Réélu en 1882. Réélu en 1884. Réélu en 1886. Réélu en 1888. Réélu en 1890. | 1873–1883                                                                  |
| 1883–1893                       |                 |                                   | 43e - 52e                                                                                             | Élu en 1872. Réélu en 1874. Réélu en 1876. Réélu en 1878. Réélu en 1880. Réélu en 1882. Réélu en 1884. Réélu en 1886. Réélu en 1888. Réélu en 1890. |                                                                            |
| Thomas B. Cabaniss (en)         | Démocrate       | 4 mars 1893 - 3 mars 1895         | 53e                                                                                                   | Élu en 1892. perd sa renomination. | 1893–1903                                                                  |
| Charles L. Bartlett (en)        | Démocrate       | 4 mars 1895 - 3 mars 1915         | 54e - 63e                                                                                             | Élu en 1894. Réélu en 1896. Réélu en 1898. Réélu en 1900. Réélu en 1902. Réélu en 1904. Réélu en 1906. Réélu en 1908. Réélu en 1910. Réélu en 1912. Retrait. | 1893–1903                                                                  |
| 1903–1913                       |                 |                                   | 54e - 63e                                                                                             | Élu en 1894. Réélu en 1896. Réélu en 1898. Réélu en 1900. Réélu en 1902. Réélu en 1904. Réélu en 1906. Réélu en 1908. Réélu en 1910. Réélu en 1912. Retrait. |                                                                            |
| 1913–1923                       |                 |                                   | 54e - 63e                                                                                             | Élu en 1894. Réélu en 1896. Réélu en 1898. Réélu en 1900. Réélu en 1902. Réélu en 1904. Réélu en 1906. Réélu en 1908. Réélu en 1910. Réélu en 1912. Retrait. |                                                                            |
| James W. Wise (en)              | Démocrate       | 4 mars 1915 - 3 mars 1925         | 64e - 68e                                                                                             | Élu en 1914. Réélu en 1916. Réélu en 1918. Réélu en 1920. Réélu en 1922. Ne rejoignit pas le 68e Congrès à cause d'une longue maladie. Retrait. |                                                                            |
| 1923–1933                       |                 |                                   | 64e - 68e                                                                                             | Élu en 1914. Réélu en 1916. Réélu en 1918. Réélu en 1920. Réélu en 1922. Ne rejoignit pas le 68e Congrès à cause d'une longue maladie. Retrait. |                                                                            |
| Samuel Rutherford               | Démocrate       | 4 mars 1925 - 4 février 1932      | 69e - 72e                                                                                             | Élu en 1924. Réélu en 1926. Réélu en 1928. Réélu en 1930. Décès. |                                                                            |
| Vacant                          | Vacant          | 4 février 1932 - 2 mars 1932      | | |                                                                            |
| Carlton Mobley (en)             | Démocrate       | 2 mars 1932 - 3 mars 1933         | 72e                                                                                                   | Élu pour terminer le mandat de Rutherford. Retrait. |                                                                            |
| Carl Vinson                     | Démocrate       | 4 mars 1933 - 3 janvier 1965      | 73e - 88e                                                                                             | Redécoupage depuis le 10e district et réélu en 1932. Réélu en 1934. Réélu en 1936. Réélu en 1938. Réélu en 1940. Réélu en 1942. Réélu en 1944. Réélu en 1946. Réélu en 1948. Réélu en 1950. Réélu en 1952. Réélu en 1954. Réélu en 1956. Réélu en 1958. Réélu en 1960. Réélu en 1962. Retrait. | 1933–1943                                                                  |
| 1943–1953                       |                 |                                   | 73e - 88e                                                                                             | Redécoupage depuis le 10e district et réélu en 1932. Réélu en 1934. Réélu en 1936. Réélu en 1938. Réélu en 1940. Réélu en 1942. Réélu en 1944. Réélu en 1946. Réélu en 1948. Réélu en 1950. Réélu en 1952. Réélu en 1954. Réélu en 1956. Réélu en 1958. Réélu en 1960. Réélu en 1962. Retrait. |                                                                            |
| 1953–1963                       |                 |                                   | 73e - 88e                                                                                             | Redécoupage depuis le 10e district et réélu en 1932. Réélu en 1934. Réélu en 1936. Réélu en 1938. Réélu en 1940. Réélu en 1942. Réélu en 1944. Réélu en 1946. Réélu en 1948. Réélu en 1950. Réélu en 1952. Réélu en 1954. Réélu en 1956. Réélu en 1958. Réélu en 1960. Réélu en 1962. Retrait. |                                                                            |
| 1963–1973                       |                 |                                   | 73e - 88e                                                                                             | Redécoupage depuis le 10e district et réélu en 1932. Réélu en 1934. Réélu en 1936. Réélu en 1938. Réélu en 1940. Réélu en 1942. Réélu en 1944. Réélu en 1946. Réélu en 1948. Réélu en 1950. Réélu en 1952. Réélu en 1954. Réélu en 1956. Réélu en 1958. Réélu en 1960. Réélu en 1962. Retrait. |                                                                            |
| John Flynt (en)                 | Démocrate       | 3 janvier 1965 - 3 janvier 1979   | 89e - 95e                                                                                             | Redécoupage depuis le 4e district et réélu en 1964. Réélu en 1966. Réélu en 1968. Réélu en 1970. Réélu en 1972. Réélu en 1974. Réélu en 1976. Retrait. |                                                                            |
| 1973–1983                       |                 |                                   | 89e - 95e                                                                                             | Redécoupage depuis le 4e district et réélu en 1964. Réélu en 1966. Réélu en 1968. Réélu en 1970. Réélu en 1972. Réélu en 1974. Réélu en 1976. Retrait. |                                                                            |
| Newt Gingrich                   | Républicain     | 3 janvier 1979 - 3 janvier 1999   | 96e - 105e                                                                                            | Élu en 1978. Réélu en 1980. Réélu en 1982. Réélu en 1984. Réélu en 1986. Réélu en 1988. Réélu en 1990. Réélu en 1992. Réélu en 1994. Réélu en 1996. Réélu en 1998, mais démissionna. |                                                                            |
| 1983–1993                       |                 |                                   | 96e - 105e                                                                                            | Élu en 1978. Réélu en 1980. Réélu en 1982. Réélu en 1984. Réélu en 1986. Réélu en 1988. Réélu en 1990. Réélu en 1992. Réélu en 1994. Réélu en 1996. Réélu en 1998, mais démissionna. |                                                                            |
| 1993–2003                       |                 |                                   | 96e - 105e                                                                                            | Élu en 1978. Réélu en 1980. Réélu en 1982. Réélu en 1984. Réélu en 1986. Réélu en 1988. Réélu en 1990. Réélu en 1992. Réélu en 1994. Réélu en 1996. Réélu en 1998, mais démissionna. |                                                                            |
| Vacant                          | Vacant          | 3 janvier 1999 - 23 février 1999  | 106e                                                                                                  | |                                                                            |
| Johnny Isakson                  | Républicain     | 23 février 1999 - 3 janvier 2005  | 106e - 108e                                                                                           | Élu pour terminer le mandat de Gingrich. Réélu en 2000. Réélu en 2002. Retrait pour se présenter comme Sénateur des États-Unis. |                                                                            |
| Johnny Isakson                  | Républicain     | 23 février 1999 - 3 janvier 2005  | 106e - 108e                                                                                           | Élu pour terminer le mandat de Gingrich. Réélu en 2000. Réélu en 2002. Retrait pour se présenter comme Sénateur des États-Unis. | 2003–2006 Partie des comtés de Cobb, Cherokee et Fulton                    |
| Tom Price                       | Républicain     | 3 janvier 2005 - 10 février 2017  | 109e - 115e                                                                                           | Élu en 2004. Réélu en 2006. Réélu en 2008. Réélu en 2010. Réélu en 2012. Réélu en 2014. Réélu en 2016. Démissionne pour devenir Secrétaire des États-Unis à la Santé et aux Services Sociaux.                                                                                                  |                                                                            |
| Tom Price                       | Républicain     | 3 janvier 2005 - 10 février 2017  | 109e - 115e                                                                                           | Élu en 2004. Réélu en 2006. Réélu en 2008. Réélu en 2010. Réélu en 2012. Réélu en 2014. Réélu en 2016. Démissionne pour devenir Secrétaire des États-Unis à la Santé et aux Services Sociaux.                                                                                                  | 2007-2013 Comté de Cherokee et partie des comtés de Cobb, DeKalb et Fulton |
| Tom Price                       | Républicain     | 3 janvier 2005 - 10 février 2017  | 109e - 115e                                                                                           | Élu en 2004. Réélu en 2006. Réélu en 2008. Réélu en 2010. Réélu en 2012. Réélu en 2014. Réélu en 2016. Démissionne pour devenir Secrétaire des États-Unis à la Santé et aux Services Sociaux.                                                                                                  | 2013–Présent Partie des comtés de Cobb, DeKalb et Fulton                   |
| Vacant                          | Vacant          | 10 février 2017 - 26 juin 2017    | | |                                                                            |
| Karen Handel                    | Républicain     | 26 juin 2017 - 3 janvier 2019     | 115e                                                                                                  | Élue pour finir le mandat de Price. perd sa réélection. |                                                                            |
| Lucy McBath                     | Démocrate       | 3 janvier 2019 - 3 janvier 2023   | 116e , 117e                                                                                           | Élue en 2018. Réélue en 2020. Redécoupage vers le 7e district. |                                                                            |
| Rich McCormick                  | Républicain     | 3 janvier 2023 - Présent          | 118e                                                                                                  | Élu en 2022. |                                                                            |

## Résultats des récentes élections
Voici les résultats des dix précédents cycles électoraux dans le district.

### 2004
| Élection de 2004 du 6edistrict congressionnel de Géorgie | Élection de 2004 du 6edistrict congressionnel de Géorgie | Élection de 2004 du 6edistrict congressionnel de Géorgie | Élection de 2004 du 6edistrict congressionnel de Géorgie | Élection de 2004 du 6edistrict congressionnel de Géorgie |
| -------------------------------------------------------- | -------------------------------------------------------- | -------------------------------------------------------- | -------------------------------------------------------- | -------------------------------------------------------- |
| Parti                                                    | Parti                                                    | Candidat                                                 | Votes                                                    | %                                                        |
|                                                          | Républicain                                              | Tom Price                                                | 267 542                                                  | 100 %                                                    |
|                                                          | Les Républicains conservent                              |                                                          |                                                          |                                                          |

### 2006
| Élection de 2006 du 6edistrict congressionnel de Géorgie | Élection de 2006 du 6edistrict congressionnel de Géorgie | Élection de 2006 du 6edistrict congressionnel de Géorgie | Élection de 2006 du 6edistrict congressionnel de Géorgie | Élection de 2006 du 6edistrict congressionnel de Géorgie |
| -------------------------------------------------------- | -------------------------------------------------------- | -------------------------------------------------------- | -------------------------------------------------------- | -------------------------------------------------------- |
| Parti                                                    | Parti                                                    | Candidat                                                 | Votes                                                    | %                                                        |
|                                                          | Républicain                                              | Tom Price (sortant)                                      | 144 958                                                  | 72,39                                                    |
|                                                          | Démocrate                                                | Steve Sinton                                             | 55 294                                                   | 27,61                                                    |
| Total des votes                                          | Total des votes                                          | Total des votes                                          | 200 252                                                  | 100 %                                                    |
|                                                          | Les Républicains conservent                              |                                                          |                                                          |                                                          |

### 2008
| Élection de 2008 du 6edistrict congressionnel de Géorgie | Élection de 2008 du 6edistrict congressionnel de Géorgie | Élection de 2008 du 6edistrict congressionnel de Géorgie | Élection de 2008 du 6edistrict congressionnel de Géorgie | Élection de 2008 du 6edistrict congressionnel de Géorgie |
| -------------------------------------------------------- | -------------------------------------------------------- | -------------------------------------------------------- | -------------------------------------------------------- | -------------------------------------------------------- |
| Parti                                                    | Parti                                                    | Candidat                                                 | Votes                                                    | %                                                        |
|                                                          | Républicain                                              | Tom Price (sortant)                                      | 231 520                                                  | 68,48                                                    |
|                                                          | Démocrate                                                | Bill Jones                                               | 106 551                                                  | 31,52                                                    |
| Total des votes                                          | Total des votes                                          | Total des votes                                          | 338 071                                                  | 100 %                                                    |
|                                                          | Les Républicains conservent                              |                                                          |                                                          |                                                          |

### 2010
| Élection de 2010 du 6edistrict congressionnel de Géorgie | Élection de 2010 du 6edistrict congressionnel de Géorgie | Élection de 2010 du 6edistrict congressionnel de Géorgie | Élection de 2010 du 6edistrict congressionnel de Géorgie | Élection de 2010 du 6edistrict congressionnel de Géorgie |
| -------------------------------------------------------- | -------------------------------------------------------- | -------------------------------------------------------- | -------------------------------------------------------- | -------------------------------------------------------- |
| Parti                                                    | Parti                                                    | Candidat                                                 | Votes                                                    | %                                                        |
|                                                          | Républicain                                              | Tom Price (sortant)                                      | 198 100                                                  | 99,91                                                    |
|                                                          | Write-in                                                 | Sean Greenberg                                           | 188                                                      | 0,09                                                     |
| Total des votes                                          | Total des votes                                          | Total des votes                                          | 198 288                                                  | 100 %                                                    |
|                                                          | Les Républicains conservent                              |                                                          |                                                          |                                                          |

### 2012
| Élection de 2012 du 6edistrict congressionnel de Géorgie | Élection de 2012 du 6edistrict congressionnel de Géorgie | Élection de 2012 du 6edistrict congressionnel de Géorgie | Élection de 2012 du 6edistrict congressionnel de Géorgie | Élection de 2012 du 6edistrict congressionnel de Géorgie |
| -------------------------------------------------------- | -------------------------------------------------------- | -------------------------------------------------------- | -------------------------------------------------------- | -------------------------------------------------------- |
| Parti                                                    | Parti                                                    | Candidat                                                 | Votes                                                    | %                                                        |
|                                                          | Républicain                                              | Tom Price (sortant)                                      | 189 669                                                  | 64,51                                                    |
|                                                          | Démocrate                                                | Jeff Kazanow                                             | 104 365                                                  | 35,49                                                    |
| Total des votes                                          | Total des votes                                          | Total des votes                                          | 294 034                                                  | 100 %                                                    |
|                                                          | Les Républicains conservent                              |                                                          |                                                          |                                                          |

### 2014
| Élection de 2014 du 6edistrict congressionnel de Géorgie | Élection de 2014 du 6edistrict congressionnel de Géorgie | Élection de 2014 du 6edistrict congressionnel de Géorgie | Élection de 2014 du 6edistrict congressionnel de Géorgie | Élection de 2014 du 6edistrict congressionnel de Géorgie |
| -------------------------------------------------------- | -------------------------------------------------------- | -------------------------------------------------------- | -------------------------------------------------------- | -------------------------------------------------------- |
| Parti                                                    | Parti                                                    | Candidat                                                 | Votes                                                    | %                                                        |
|                                                          | Républicain                                              | Tom Price (sortant)                                      | 139 018                                                  | 66,04                                                    |
|                                                          | Démocrate                                                | Robert G. Montigel                                       | 71 486                                                   | 33,96                                                    |
| Total des votes                                          | Total des votes                                          | Total des votes                                          | 210 504                                                  | 100 %                                                    |
|                                                          | Les Républicains conservent                              |                                                          |                                                          |                                                          |

### 2016
| Élection de 2016 du 6edistrict congressionnel de Géorgie | Élection de 2016 du 6edistrict congressionnel de Géorgie | Élection de 2016 du 6edistrict congressionnel de Géorgie | Élection de 2016 du 6edistrict congressionnel de Géorgie | Élection de 2016 du 6edistrict congressionnel de Géorgie |
| -------------------------------------------------------- | -------------------------------------------------------- | -------------------------------------------------------- | -------------------------------------------------------- | -------------------------------------------------------- |
| Parti                                                    | Parti                                                    | Candidat                                                 | Votes                                                    | %                                                        |
|                                                          | Républicain                                              | Tom Price (sortant)                                      | 201 088                                                  | 61,7                                                     |
|                                                          | Démocrate                                                | Rodney Stooksbury                                        | 124 917                                                  | 38,3                                                     |
| Total des votes                                          | Total des votes                                          | Total des votes                                          | 326 005                                                  | 100 %                                                    |
|                                                          | Les Républicains conservent                              |                                                          |                                                          |                                                          |

### 2017 (Spéciale)
| Élection Spéciale de 2017 du 6edistrict congressionnel de Géorgie | Élection Spéciale de 2017 du 6edistrict congressionnel de Géorgie | Élection Spéciale de 2017 du 6edistrict congressionnel de Géorgie | Élection Spéciale de 2017 du 6edistrict congressionnel de Géorgie | Élection Spéciale de 2017 du 6edistrict congressionnel de Géorgie |
| ----------------------------------------------------------------- | ----------------------------------------------------------------- | ----------------------------------------------------------------- | ----------------------------------------------------------------- | ----------------------------------------------------------------- |
| Parti                                                             | Parti                                                             | Candidat                                                          | Votes                                                             | %                                                                 |
|                                                                   | Démocrate                                                         | Jon Ossoff                                                        | 92 673                                                            | 48,2                                                              |
|                                                                   | Républicain                                                       | Karen Handel                                                      | 38 071                                                            | 19,7                                                              |
|                                                                   | Républicain                                                       | Bob Gray                                                          | 20 755                                                            | 10,8                                                              |
|                                                                   | Républicain                                                       | Dan Moody                                                         | 16 994                                                            | 8,8                                                               |
|                                                                   | Républicain                                                       | Judson Hill                                                       | 16 848                                                            | 8,8                                                               |
|                                                                   | Républicain                                                       | Kurt Wilson                                                       | 1 812                                                             | 0,94                                                              |
|                                                                   | Républicain                                                       | David Abroms                                                      | 1 637                                                             | 0,85                                                              |
|                                                                   | Démocrate                                                         | Ragin Edwards                                                     | 502                                                               | 0,26                                                              |
|                                                                   | Démocrate                                                         | Ron Slotin                                                        | 488                                                               | 0,25                                                              |
|                                                                   | Républicain                                                       | Bruce LeVell                                                      | 455                                                               | 0,24                                                              |
|                                                                   | Républicain                                                       | Mohammad Ali Bhuiyan                                              | 414                                                               | 0,22                                                              |
|                                                                   | Républicain                                                       | Keith Grawert                                                     | 414                                                               | 0,22                                                              |
|                                                                   | Républicain                                                       | Amy Kremer                                                        | 349                                                               | 0,18                                                              |
|                                                                   | Républicain                                                       | William Llop                                                      | 326                                                               | 0,17                                                              |
|                                                                   | Démocrate                                                         | Rebecca Quigg                                                     | 304                                                               | 0,16                                                              |
|                                                                   | Démocrate                                                         | Richard Keatley                                                   | 227                                                               | 0,12                                                              |
|                                                                   | Indépendant                                                       | Alexander Hernandez                                               | 121                                                               | 0,06                                                              |
|                                                                   | Indépendant                                                       | Andre Pollard                                                     | 55                                                                | 0,03                                                              |
| Total des votes                                                   | Total des votes                                                   | Total des votes                                                   | 192 084                                                           | 100 %                                                             |
|                                                                   | Les Républicains conservent                                       |                                                                   |                                                                   |                                                                   |

| Second Tour de l'Élection Spéciale de 2017 du 6edistrict congressionnel de Géorgie | Second Tour de l'Élection Spéciale de 2017 du 6edistrict congressionnel de Géorgie | Second Tour de l'Élection Spéciale de 2017 du 6edistrict congressionnel de Géorgie | Second Tour de l'Élection Spéciale de 2017 du 6edistrict congressionnel de Géorgie | Second Tour de l'Élection Spéciale de 2017 du 6edistrict congressionnel de Géorgie |
| ---------------------------------------------------------------------------------- | ---------------------------------------------------------------------------------- | ---------------------------------------------------------------------------------- | ---------------------------------------------------------------------------------- | ---------------------------------------------------------------------------------- |
| Parti                                                                              | Parti                                                                              | Candidat                                                                           | Votes                                                                              | %                                                                                  |
|                                                                                    | Républicain                                                                        | Karen Handel                                                                       | 134 799                                                                            | 51,78                                                                              |
|                                                                                    | Démocrate                                                                          | Jon Ossoff                                                                         | 125 517                                                                            | 48,22                                                                              |
| Total des votes                                                                    | Total des votes                                                                    | Total des votes                                                                    | 260 316                                                                            | 99,95                                                                              |
|                                                                                    | Les Républicains conservent                                                        |                                                                                    |                                                                                    |                                                                                    |

### 2018
| Élection de 2018 du 6edistrict congressionnel de Géorgie | Élection de 2018 du 6edistrict congressionnel de Géorgie | Élection de 2018 du 6edistrict congressionnel de Géorgie | Élection de 2018 du 6edistrict congressionnel de Géorgie | Élection de 2018 du 6edistrict congressionnel de Géorgie |
| -------------------------------------------------------- | -------------------------------------------------------- | -------------------------------------------------------- | -------------------------------------------------------- | -------------------------------------------------------- |
| Parti                                                    | Parti                                                    | Candidat                                                 | Votes                                                    | %                                                        |
|                                                          | Démocrate                                                | Lucy McBath                                              | 160 139                                                  | 50,51                                                    |
|                                                          | Républicain                                              | Karen Handel (sortante)                                  | 156 875                                                  | 49,49                                                    |
|                                                          | Indépendant                                              | Jeremy "Carlton Heston" Stubbs                           | 18                                                       | 0,0                                                      |
| Total des votes                                          | Total des votes                                          | Total des votes                                          | 317 014                                                  | 100 %                                                    |
|                                                          | Les Démocrates prennent aux Républicains                 |                                                          |                                                          |                                                          |

### 2020
| Élection de 2020 du 6edistrict congressionnel de Géorgie | Élection de 2020 du 6edistrict congressionnel de Géorgie | Élection de 2020 du 6edistrict congressionnel de Géorgie | Élection de 2020 du 6edistrict congressionnel de Géorgie | Élection de 2020 du 6edistrict congressionnel de Géorgie |
| -------------------------------------------------------- | -------------------------------------------------------- | -------------------------------------------------------- | -------------------------------------------------------- | -------------------------------------------------------- |
| Parti                                                    | Parti                                                    | Candidat                                                 | Votes                                                    | %                                                        |
|                                                          | Démocrate                                                | Lucy McBath (sortante)                                   | 216 775                                                  | 54,59                                                    |
|                                                          | Républicain                                              | Karen Handel (sortante)                                  | 180 329                                                  | 45,41                                                    |
| Total des votes                                          | Total des votes                                          | Total des votes                                          | 397 104                                                  | 100 %                                                    |
|                                                          | Les Démocrates conservent                                |                                                          |                                                          |                                                          |

### 2022
| Primaire Républicaine de 2022 du 6edistrict congressionnel de Géorgie | Primaire Républicaine de 2022 du 6edistrict congressionnel de Géorgie | Primaire Républicaine de 2022 du 6edistrict congressionnel de Géorgie | Primaire Républicaine de 2022 du 6edistrict congressionnel de Géorgie | Primaire Républicaine de 2022 du 6edistrict congressionnel de Géorgie |
| --------------------------------------------------------------------- | --------------------------------------------------------------------- | --------------------------------------------------------------------- | --------------------------------------------------------------------- | --------------------------------------------------------------------- |
| Parti                                                                 | Parti                                                                 | Candidat                                                              | Votes                                                                 | %                                                                     |
|                                                                       | Républicain                                                           | Rich McCormick                                                        | 48 967                                                                | 43,1                                                                  |
|                                                                       | Républicain                                                           | Jake Evans                                                            | 26 160                                                                | 23,0                                                                  |
|                                                                       | Républicain                                                           | Mallory Staples                                                       | 10 178                                                                | 9,0                                                                   |
|                                                                       | Républicain                                                           | Meagan Hanson                                                         | 9 539                                                                 | 8,4                                                                   |
|                                                                       | Républicain                                                           | Eugene Yu                                                             | 7 411                                                                 | 6,5                                                                   |
|                                                                       | Républicain                                                           | Blake Harbin                                                          | 4 171                                                                 | 3,7                                                                   |
|                                                                       | Républicain                                                           | Byron Gatewood                                                        | 3 358                                                                 | 3,0                                                                   |
|                                                                       | Républicain                                                           | Suzi Voyles                                                           | 2 646                                                                 | 2,3                                                                   |
|                                                                       | Républicain                                                           | Paulette Smith                                                        | 1 123                                                                 | 1,0                                                                   |

| Second Tour de la Primaire Républicaine de 2022 du 6edistrict congressionnel de Géorgie | Second Tour de la Primaire Républicaine de 2022 du 6edistrict congressionnel de Géorgie | Second Tour de la Primaire Républicaine de 2022 du 6edistrict congressionnel de Géorgie | Second Tour de la Primaire Républicaine de 2022 du 6edistrict congressionnel de Géorgie | Second Tour de la Primaire Républicaine de 2022 du 6edistrict congressionnel de Géorgie |
| --------------------------------------------------------------------------------------- | --------------------------------------------------------------------------------------- | --------------------------------------------------------------------------------------- | --------------------------------------------------------------------------------------- | --------------------------------------------------------------------------------------- |
| Parti                                                                                   | Parti                                                                                   | Candidat                                                                                | Votes                                                                                   | %                                                                                       |
|                                                                                         | Républicain                                                                             | Rich McCormick                                                                          | 27 455                                                                                  | 66,5                                                                                    |
|                                                                                         | Républicain                                                                             | Jake Evans                                                                              | 13 808                                                                                  | 33,5                                                                                    |

| Primaire Démocrate de 2022 du 6edistrict congressionnel de Géorgie | Primaire Démocrate de 2022 du 6edistrict congressionnel de Géorgie | Primaire Démocrate de 2022 du 6edistrict congressionnel de Géorgie | Primaire Démocrate de 2022 du 6edistrict congressionnel de Géorgie | Primaire Démocrate de 2022 du 6edistrict congressionnel de Géorgie |
| ------------------------------------------------------------------ | ------------------------------------------------------------------ | ------------------------------------------------------------------ | ------------------------------------------------------------------ | ------------------------------------------------------------------ |
| Parti                                                              | Parti                                                              | Candidat                                                           | Votes                                                              | %                                                                  |
|                                                                    | Démocrate                                                          | Bob Christian                                                      | 18 776                                                             | 55,5                                                               |
|                                                                    | Démocrate                                                          | Wayne White                                                        | 15 025                                                             | 44,5                                                               |

| Élection de 2022 du 6edistrict congressionnel de Géorgie | Élection de 2022 du 6edistrict congressionnel de Géorgie | Élection de 2022 du 6edistrict congressionnel de Géorgie | Élection de 2022 du 6edistrict congressionnel de Géorgie | Élection de 2022 du 6edistrict congressionnel de Géorgie |
| -------------------------------------------------------- | -------------------------------------------------------- | -------------------------------------------------------- | -------------------------------------------------------- | -------------------------------------------------------- |
| Parti                                                    | Parti                                                    | Candidat                                                 | Votes                                                    | %                                                        |
|                                                          | Républicain                                              | Rich McCormick                                           | 206 886                                                  | 62,2                                                     |
|                                                          | Démocrate                                                | Bob Christian                                            | 125 612                                                  | 37,8                                                     |
| Total des votes                                          | Total des votes                                          | Total des votes                                          | 332 498                                                  | 100 %                                                    |
|                                                          | Les Républicains prennent aux Démocrates                 |                                                          |                                                          |                                                          |

### 2024
| Primaire Démocrate de 2024 du 6edistrict congressionnel de Géorgie | Primaire Démocrate de 2024 du 6edistrict congressionnel de Géorgie | Primaire Démocrate de 2024 du 6edistrict congressionnel de Géorgie | Primaire Démocrate de 2024 du 6edistrict congressionnel de Géorgie | Primaire Démocrate de 2024 du 6edistrict congressionnel de Géorgie |
| ------------------------------------------------------------------ | ------------------------------------------------------------------ | ------------------------------------------------------------------ | ------------------------------------------------------------------ | ------------------------------------------------------------------ |
| Parti                                                              | Parti                                                              | Candidat                                                           | Votes                                                              | %                                                                  |
|                                                                    | Démocrate                                                          | Lucy McBath (sortante)                                             | 60 837                                                             | 84,8                                                               |
|                                                                    | Démocrate                                                          | Jerica Richardson                                                  | 6699                                                               | 9,3                                                                |
|                                                                    | Démocrate                                                          | Mandisha Thomas                                                    | 4247                                                               | 5,9                                                                |

| Primaire Républicaine de 2024 du 6edistrict congressionnel de Géorgie | Primaire Républicaine de 2024 du 6edistrict congressionnel de Géorgie | Primaire Républicaine de 2024 du 6edistrict congressionnel de Géorgie | Primaire Républicaine de 2024 du 6edistrict congressionnel de Géorgie | Primaire Républicaine de 2024 du 6edistrict congressionnel de Géorgie |
| --------------------------------------------------------------------- | --------------------------------------------------------------------- | --------------------------------------------------------------------- | --------------------------------------------------------------------- | --------------------------------------------------------------------- |
| Parti                                                                 | Parti                                                                 | Candidat                                                              | Votes                                                                 | %                                                                     |
|                                                                       | Républicain                                                           | Jeff Criswell                                                         | 11 983                                                                | 100%                                                                  |

| Élection de 2024 du 6edistrict congressionnel de Géorgie | Élection de 2024 du 6edistrict congressionnel de Géorgie | Élection de 2024 du 6edistrict congressionnel de Géorgie | Élection de 2024 du 6edistrict congressionnel de Géorgie | Élection de 2024 du 6edistrict congressionnel de Géorgie |
| -------------------------------------------------------- | -------------------------------------------------------- | -------------------------------------------------------- | -------------------------------------------------------- | -------------------------------------------------------- |
| Parti                                                    | Parti                                                    | Candidat                                                 | Votes                                                    | %                                                        |
|                                                          | Démocrate                                                | Lucy McBath (sortante)                                   | 277 027                                                  | 74,7                                                     |
|                                                          | Républicain                                              | Jeff Criswell                                            | 93 909                                                   | 25,3                                                     |
|                                                          | Indépendant                                              | Elfreda Desvignes (write-in)                             | 45                                                       | 0,0                                                      |
| Total des votes                                          | Total des votes                                          | Total des votes                                          | 370 981                                                  | 100 %                                                    |
|                                                          | Les Démocrates prennent aux Républicains                 |                                                          |                                                          |                                                          |